# 별나라 친구 올리
별나라 친구 올리는 넬바나와 스팍스가 제작한 컴퓨터 애니메이션 시리즈이다. 이 애니메이션은 여러 구체와 다른 3차원 기하학적 모양으로 구성된 작은 로봇에 초점을 맞춘다. CG로 완전히 애니메이션화된 최초의 시리즈였다.
대한민국에서는 1999년에 SBS 프로덕션에서 비디오로 먼저 출시되었으며, 1999년 3월에 KBS 2TV에서 열려라 꿈동산의 한 코너로 방영되었다.

## 등장인물
- 올리 폴리 - 로봇 소년이자 본 애니메이션의 주인공.
- 조위 폴리 - 올리의 여동생.
- 스포트 - 올리의 개.
- 퍼시 폴리 - 올리와 조위의 아버지이자 파피의 둘째 아들.
- 폴리나 폴리 - 올리와 조위의 어머니.

## 우리말 제작
- 성우 - 오세홍/안경진/한인숙/이선주/김일
- 프로듀서 - 김종남/차영회
- 녹음 - SBS프로덕션 오디오팀
- 편집 - 안재영
- CG - 김민경
- 번역 - 박찬혜
- 조연출 - 김경희
- 연출 - 홍성무
- 기획 · 제작 - SBS프로덕션 시사교육사